# Los numeros
Los numeros – polska komedia kryminalna z 2011 roku w reżyserii Ryszarda Zatorskiego. Film został wyprodukowany przez stację TVN S.A. i nakręcony w Warszawie w okresie zdjęciowym trwającym od 17 września do 24 października 2010 roku. Komedia weszła na ekrany kin 25 marca 2011 roku.

## Fabuła
Policjant Kuba wygrywa główną nagrodę w loterii – 17 milionów, lecz zamiast odebrać pieniądze, zostaje oskarżony o próbę ich wyłudzenia. W udaremnieniu przekrętu pomagają mu prawniczka Marta, prezenterka loterii Iwona i sąsiadka Ania.

## Obsada
- Lesław Żurek – Kuba
- Justyna Schneider – Ania
- Tamara Arciuch – Marta
- Weronika Książkiewicz – Iwona
- Marek Włodarczyk – prezes loterii
- Antoni Pawlicki – Adam
- Joanna Kulig – Sylwia
- Krzysztof Czeczot – „Kwadrat”
- Jadwiga Basińska – Krystyna
- Paweł Tomaszewski – Filip
- Artur Dziurman – Wysocki
- Rafał Mroczek – Julian
- Piotr Borowski – realizator
- Tomasz Ignaczak – członek komisji loterii
- Paweł Kleszcz – członek komisji loterii
- Mirosława Niemczyk – członkini komisji loterii
- Kamil Cetnarowicz – ochroniarz tele-loterii
- Olin Gutowski – ochroniarz
- Michał Żurawski – szef bandytów